# 880
Évszázadok: 8. század – 9. század – 10. század
Évtizedek: 830-as évek – 840-es évek – 850-es évek – 860-as évek – 870-es évek – 880-as évek – 890-es évek – 900-as évek – 910-es évek – 920-as évek – 930-as évek
Évek: 875 – 876 – 877 – 878 –  879 – 880 – 881 – 882 – 883 – 884 – 885

## Események

### Európa
- Februárban a keleti frank sereg megtámadja az Elba alsó folyásának környékét dúló vikingeket. Katasztrofális vereséget szenvednek, két püspök és tizenkét gróf vész oda, valamint vezérük, Bruno szász herceg is menekülés közben egy folyóba fullad.
- A viking veszélyre és Boso provence-i lázadására való tekintettel a frank királyok, a nyugati III. Lajos és II. Carloman, valamint a keleti Ifjabb Lajos félreteszik nézeteltéréseiket és a ribemont-i szerződésben megegyeznek a Nyugati Frank Királyság felosztásáról.
- A három frank király megtámadja a Flandriát fosztogató vikingeket és a thiméoni csatában nagy győzelmet aratnak, 5 ezer vikinget megölnek. A csatában azonban elesik Ifjabb Lajos egyetlen – törvénytelen – fia, Hugó.
- III. Lajos és II. Carloman Amiens-ben felosztják egymás között a Nyugati Frank királyság rájuk eső részét, majd közösen a Provence-ban királlyá kikiáltott Boso ellen fordulnak. Elfoglalják Mâcont és augusztustól novemberig hiábavalóan ostromolják Boso székhelyét, Vienne-t.
- I. Lambert spoletói herceg ostrom alá veszi Capuát, de ezalatt megbetegszik és meghal. Utóda fia, II. Guidó, aki terjeszkedő politikát folytat és benyomul a Pápai állam területére.
- Guaifer salernói herceg lemond a trónjáról, kolostorba vonul és hamarosan meghal. Utóda fia, I. Guaimar.
- Naszar, a bizánci flotta frissen kinevezett parancsnoka éjszaka megtámadja az Ión-szigeteket fosztogató észak-afrikai szaracénokat és nagy győzelmet arat felettük. Ezután Dél-Itáliába hajózik, ahol támogatásával Leó Aposztüppész hadvezér elfoglalja a szaracénoktól Tarantót.
- Konstantinápolyban felszentelik a Nea Ekklésziát ("Új templom"), amely a Hagia Szophia megépítése óta az első monumentális templom a városban.
- VIII. János pápa kiadja Industriae tua c. bulláját, melyben létrehozza a morva egyháztartományt (vezetője Metód érsek) és engedélyezi az ószláv nyelv használatát liturgikus nyelvként. Ezenkívül megalapítja a nyitrai püspökséget, melynek élére a sváb Wichinget nevezi ki.

### Kína
- A Tang-dinasztia ellen lázadó Huang Csao elfoglalja a régi fővárost, Lojangot.

## Születések
- Vermandois-i Beatrix, I. Róbert nyugati frank király felesége
- Hugó, itáliai király
- Vak Lajos, itáliai király
- Lambert, itáliai király
- II. Rudolf, burgundiai király

## Halálozások
- február 2. – Bruno, szász herceg
- március 22. – Karlmann, bajor és itáliai király
- Arivara no Narihira, japán költő
- Guaifer, salernói herceg
- I. Lambert, spoletói herceg

## Fordítás
- Ez a szócikk részben vagy egészben  a(z)   880 című angol Wikipédia-szócikk ezen változatának fordításán alapul.  Az eredeti cikk szerkesztőit annak laptörténete sorolja fel. Ez a jelzés csupán a megfogalmazás eredetét és a szerzői jogokat jelzi, nem szolgál a cikkben szereplő információk forrásmegjelöléseként.